# Svarttjärnen (Ströms socken, Jämtland, 709180-149517)
Svarttjärnen är en sjö i Strömsunds kommun i Jämtland och ingår i Ångermanälvens huvudavrinningsområde. Sjön har en area på 0,0543 kvadratkilometer och ligger 411 meter över havet.

## Delavrinningsområde
Svarttjärnen ingår i det delavrinningsområde (708739-149498) som SMHI kallar för Inloppet i Flärkarna. Medelhöjden är 318 meter över havet och ytan är 35,47 kvadratkilometer. Räknas de 2 avrinningsområdena uppströms in blir den ackumulerade arean 50,02 kvadratkilometer. Malmån som avvattnar avrinningsområdet har biflödesordning 4, vilket innebär att vattnet flödar genom totalt 4 vattendrag innan det når havet efter 173 kilometer. Avrinningsområdet består mestadels av skog (76 procent) och sankmarker (17 procent). Avrinningsområdet har 0,05 kvadratkilometer vattenytor vilket ger det en sjöprocent på 0,2 procent.